# Resposta humanitária ao sismo do Haiti de 2010
A resposta humanitária ao terramoto do Haiti de 2010 incluiu os governos nacionais, organizações de caridade e sem fins lucrativos de todo o mundo, começando pela coordenação da ajuda humanitária, desenhado para ajudar o povo haitiano. Alguns países ficaram a cargo de enviar ajuda, resgatadores e suprimentos humanitários, directamente para as zonas de dano do terremoto, enquanto outros procuraram organizar um fundo nacional de sensibilização para prestar apoio monetário aos grupos sem fins lucrativos que trabalham directamente no Haiti. OCHA e ReliefWeb são de coordenação e acompanhamento deste numa base diária.
Um determinado número de países, nomeadamente Estados Unidos, Reino Unido, Canadá, Brasil e Itália, enviaram um extenso número de contingentes (mais de 1.000) de emergência e equipas médicas, técnicos de reconstrução e de segurança pessoal. Também se comprometeram com numerosos espólios importantes como hospitais de campanha, os navios de guerra, incluindo um navio-hospital e um porta-aviões, aviões de transporte e equipamentos de emergência, logo após a extensão do desastre ter ficado visível.
O progresso na resposta a uma escala sem precedentes de desastres tem sido dificultada por inúmeros factores, incluindo a perda de vidas humanas, múltiplas réplicas, grandes infraestruturas civis devastadas, colapso de edifícios, bloqueio de ruas, falta de electricidade para as bombas de gasolina, além da perda do porto da capital e de instalações de controlo aéreo. Além disso, os prejuízos significativos para os ministérios do governo haitiano, os quais sofreram graus variados de destruição e mortes de pessoas, tendo dificultado a coordenação da resposta ao desastre.

## Apelos por ajuda
Foram feitos apelos por ajuda, incluindo de Raymond Joseph, embaixador do Haiti, para os Estados Unidos e seu sobrinho, cantor Wyclef Jean, também um "embaixador itinerante" do país.
A Cruz Vermelha americana anunciou que ficou sem mantimentos para socorrer as pessoas e fez um apelo para doações públicas. Instituições de caridade britânicas lançaram um enorme esforço de angariação de fundos. Irlanda, sendo um país que tem um histórico de ajuda aos haitianos, nomeadamente a construir casas, tem conexões notáveis com o Haiti, nomeadamente os eventos Concern e GOAL, a operadora de comunicações Denis O'Brien e o locutor George Hook, uniu de imediato todos os seus esforços de caridade para ajudar os afectados pelo terremoto.

## Resposta pelas organizações intergovernamentais

### Nações Unidas
"Não há dúvida de que estamos diante de uma situação de emergência humanitária e que um grande esforço de ajuda será necessária", disse o Secretário-Geral Ban Ki-moon. A ONU mobilizou uma equipa de resposta de emergência para ajudar a coordenar os esforços de ajuda humanitária.
- O Conselho de Segurança autorizou um aumento de 3.500 soldados e policiais da Missão das Nações Unidas para a estabilização no Haiti, segundo a Resolução de 1908.[11]
- O Banco Mundial providenciou um financiamento adicional de $100 milhões para apoiar a recuperação e reconstrução do Haiti.[12]
- UNICEF fez um apelo de emergência para ajudar as vítimas.[13]
- Organização Mundial de Saúde - Enviou uma "equipa de 12 membros de saúde e especialistas em logística".[14]
- Ficheiro:WFPlogo130.svgWorld Food Programme - Mais de 200 membros do pessoal a ajudar no resgate dos escombros, e sua equipa de resposta rápida está actualmente a apoiar todo o esforço humanitário.[15]

### Organização dos Estados Americanos

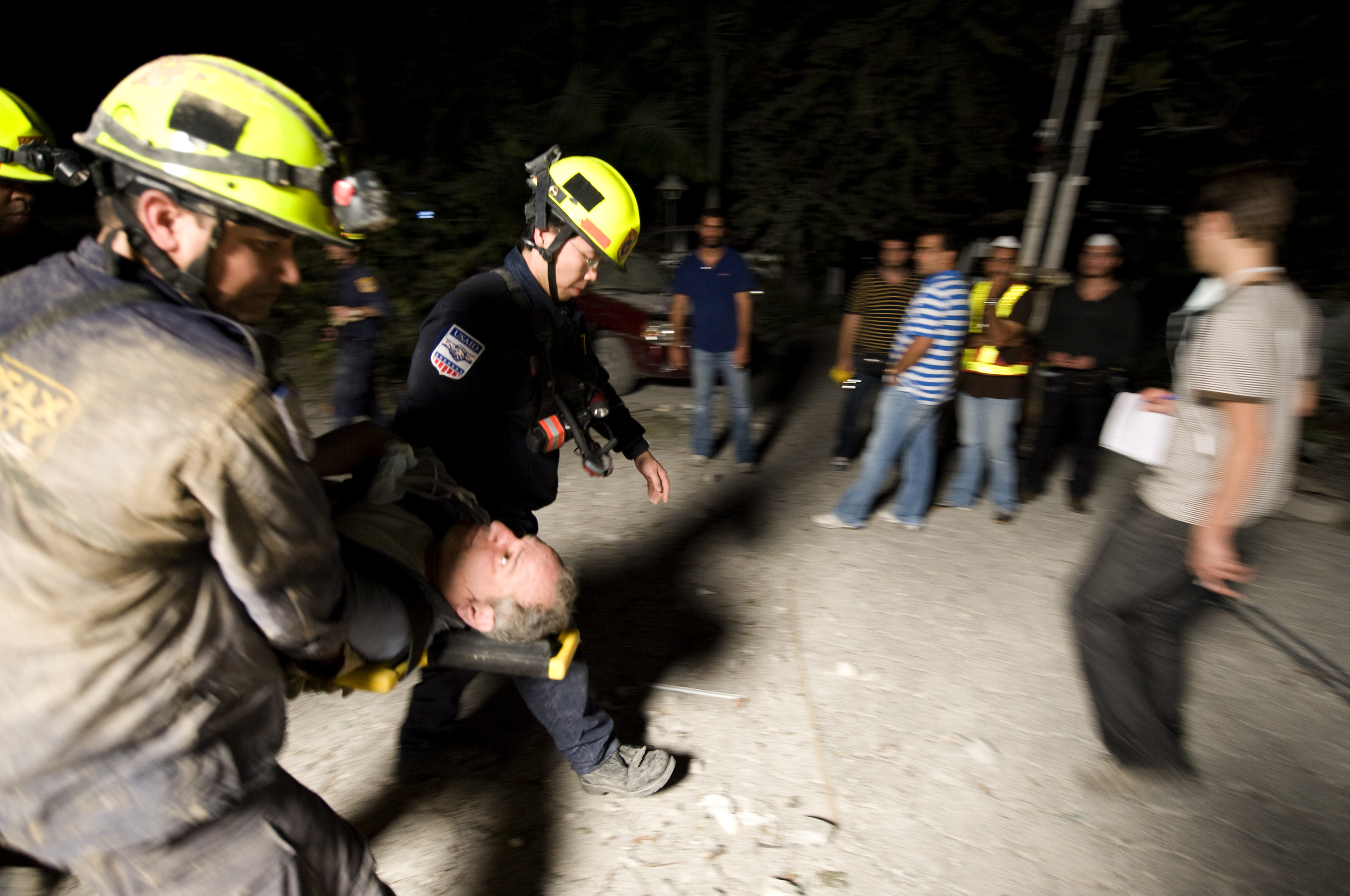
Um sobrevivente resgatado dos destroços da queda do Hôtel Montana

- A Organização dos Estados Americanos fez um donativo de $100.000.[16]

### União Europeia
A União Europeia fez um financiamento de emergência no montante de 3.000.000€.
O Conselho Europeu e os seus países membros anunciaram mais de 429 milhões de euros em ajuda humanitária de emergência, reabilitação e ajudas de médio a longo prazo para a reconstrução. A ajuda a ser prestada é a seguinte:
- Assistência humanitária

A UE contribui com € 122 milhões em ajuda humanitária:
Pacote de emergência para a ajuda = € 30 milhões. Comissão de fundos são distribuídos através de agências da ONU, Organizações não-governamentais, internacionais e da Cruz Vermelha.
€ 92 milhões provenientes de países terceiros.
- Suporte para recuperação rápida e reforço da capacidade dos Estados.

A Comissão Europeia irá oferecer € 100 milhões para a recuperação a curto prazo e de reabilitação.
- Reconstrução e Reabilitação.

A Comissão Europeia irá oferecer € 200 milhões a partir do 10º e 9º FED para o Haiti. Este será em adição às contribuições bilaterais dos orçamentos dos Estados-Membros.

A União Europeia comprometeu-se a ajudar com, pelo menos, 429 milhões de euros para o Haiti em ajuda humanitária de emergência para a ajuda a médio e longo prazo dos trabalhos de reconstrução do país devastado pelo terremoto. Além disso, os 27 países decidiram enviar cerca de 150 soldados da Gendarmaria Europeia para garantir que a ajuda humanitária chegue às pessoas afectadas pelo terremoto.
A contribuição financeira da UE como um todo é actualmente de um total de 429 milhões de euros,
92 provenientes das contribuições dos Estados-Membros,
30 milhões de euros da Comissão Europeia
107, os fundos já existentes que estão sendo redirecionados para o Haiti e outros
200 milhões são acumuladas para o médio e longo prazo para a reabilitação.

### Comunidade das Nações
A Rainha Isabel II, cabeça da Comunidade das Nações, expressa pesar pelo terremoto e anunciou ajuda.

## Resposta pelas organizações não-governamentais
Muitas das organizações não-governamentais, incluindo as internacionais, religiosas e regionais, deram suporte de imediato na sequência do sismo de 2010. As ONG estão a contribuir bastante significativamente em terreno, enviando esforços de resgate e solicitação de ajuda externa para os mesmos.

## Resposta por pessoas privadas
- Jennifer Aniston anunciou a doação no montante $500.000 para Doctors Without Borders, Partners in Health e Americares.[22]
- Charles Aznavour e Youssou N'Dour gravaram um vídeo musical chamado Un geste pour Haiti cherie para ser transmitido nos canais franceses a apelar aos telespectadores para doar.[23]
- Sandra Bullock - Doou $1.000.000[24]
- Gisele Bündchen - Fez a doação no montante de $1.500.000[25]
- Samuel Dalembert - Doou US$100.000 à UNICEF[26]
- Leonardo DiCaprio - Doou $1.000.000.[27]
- Jean-Claude Duvalier anunciou que iria fazer uma transferência em nome da mãe no valor estimado de £5.000.000, para ajudar a Cruz vermelha.[28]
- Rainha Isabel II fez uma doanção para a ajuda de resgate das vítimas do sismo, e transmitiu uma mensagem de condolência ao Presidente do Haiti, dizendo: "Estou profundamente triste ao saber da situação do Haiti, é uma grande quantidade de perdas de vida, e enormes estragos. Ofereço as minhas condolências e a minha profunda compaixão aos afectados".[29][30]
- Evanescence lançaram uma faixa que tinha sido anteriormente cancelada, "Together Again", como single de caridade a 22 de Janeiro de 2010. Está actualmente disponível para descarga para quem fizer doações à United Nations Foundation.[31][32]
- Lady Gaga anunciou que todos os ganhos do seu concerto em Nova Iorque iriam reverter a favor da recuperação do Haiti,[33] o que perfez o total de $500,000.[34]
- Angelina Jolie e Brad Pitt - Doaram $1.000,000[25]
- Madonna - Doaram $250.000[25]
- Alyssa Milano - Doou US$50.000 à UNICEF, e juntos desafiaram várias cooperações a fazerem o mesmo.[35]
- Denis O'Brien, o fundador irlandês da companhia telefónica, Digicel, prometeu ajudar com €3.5 milhões.[36]
- Carlos Pena - Doou $15,000[37]
- Charlie Simpson, um rapaz britânico de sete anos de idade doou £150.000 à UNICEF através da Internet, após ter ganho um concurso local de bicicletas.[38][39][40]
- T-ara, de uma banda da Correia do Sul, doou $10.000 dos seus próprios honorários.[41]
- James Taylor actuou a 22 de Janeiro de 2010 no concerto beneficiário para o Haiti no centro Mahaiwe Performing Arts Center em Great Barrington, Massachusetts.[42]
- Miguel Tejada - Entregou pessoalmente abastecimentos.[43]
- John Travolta pilotou o seu privado Boeing 707 a 26 de Janeiro de 2010 até ao Haiti, levando seis toneladas de pronto-a-comer e medicamentos aos militares e ministros da Igreja da Cientologia.[44]
- Olivia Wilde prometeu enviar um vídeo de agradecimento personalizado a quem doasse $200 ou mais à Artists for Peace e/ou Justice.[45]
- Oritsé Williams da banda JLS doou um montante ao Comité de Emergências e Desastres e colocou uma mensagem no site oficial da banda para que os fãs façam igualmente uma doação.[46] Williams, membro da banda, revelou que familiares seus morreram no colidir dos prédios.
- Tiger Woods - Doou $3.000.000[47]

### Charlie Simpson
Charlie Simpson na época um estudante de sete anos de Fulham, sul de Londres, Inglaterra que ficou conhecido pela ajuda em doações para a recuperação do sismo do Haiti de 2010. O esforço de angariação de Charlie ganhou cobertura nacional e internacional, e até ao final do dia do concurso de bicicletas patrocinado pela sua página no Justgiving, tinha acumulado doações de mais de £ 60.000 de doadores de todo o mundo.  Dois dias mais tarde, a 26 de Janeiro de 2010, acumulou mais de £150.000.

#### Angariações
Depois de ter visto uma reportagem sobre o devastamento que o terramoto deixou em Haiti, Charlie decidiu procurar patrocínios para uma corrida de bicicletas em torno do South Park, parque local de Fulham. A sua mãe, Leonora, disse que ele caiu em prantos ao ver as fotos do acidente na televisão, mas que ele decidiu fazer algo para ajudar. "Tivemos uma longa conversa sobre como poderia ele ajudar."
Charlie pediu ajuda à sua mãe para a criação de uma página de doações no Justgiving, e tinha uma meta de 800 dólares. A página foi criada a 19 de Janeiro de 2010, e Charlie comprometeu-se a participar no concurso que ele próprio quis organizar, para angariar fundos a doar.
Charlie escolheu a UNICEF como a benefeciária dos seus esforços de recolha de recursos. O jovem rapaz escreveu na sua página:
Meu nome é Charlie Simpson, eu quero fazer um concurso patrocinado para o Haiti, porque houve um terremoto de grandes proporções e várias pessoas perderam as suas vidas. Eu quero angariar algum dinheiro para comprar comida, água e tendas para todos no Haiti. Estou indo para o espaço em torno de South Park tantas vezes quanto possível... (pelo menos 10 voltas, eu espero!). Por favor patrocine-me e todo o dinheiro irá para a UNICEF, que estão a recolher fundos para o Haiti.
Muito, muito obrigado! Charlie.